# Metacerylon minuta
Metacerylon minuta là một loài bọ cánh cứng trong họ Cerylonidae. Loài này được Carter miêu tả khoa học năm 1906.